# Predsednik Izraela
Predsednik Izraela je vodja države Izrael, a ima bolj protokolarno vlogo, saj ima večjo moč predsednik vlade Izraela. 

## Seznam izraelskih predsednikov
1. Čaim Weizmann (1949 - 1952)
2. Jicak Ben-Zvi (1952 - 1963)
3. Zalman Šazar (1963 - 1973)
4. Ephraim Katzir (1973 - 1978)
5. Jicak Navon (1978 - 1983)
6. Čaim Herzog (1983 - 1993)
7. Ezer Weizman (1993 - 2000)
8. Moše Katsav (2000 - 2007)
9. Šimon Peres (2007 - 2014)
10. Reuven Rivlin (2014 - 2021)
11. Jicak (Issac) Hercog (2021-)